# Upton (Québec)
Upton ist eine Gemeinde (Municipalité) in der regionalen Grafschaftsgemeinde Acton in der kanadischen Provinz Québec. Die Gemeinde Upton entstand am 15. Februar 1998 durch den Zusammenschluss der damaligen Orte Upton und Saint-Éphrem-d’Upton.
Bürgermeister ist Yves Croteau.
Upton liegt ca. 75 km östlich von Montréal und ca. 170 km südwestlich von Québec am Ufer des Rivière Noire. Nachbargemeinden von Upton sind Saint-Nazaire-d’Acton im Norden, Saint-Théodore-d’Acton und Acton Vale im Osten, Saint-Valérien-de-Milton im Süden, Saint-Liboire im Westen und Ste-Hélène-de-Bagot im Nordwesten.

## Verkehr
Upton liegt an der Route 116, 10 km entfernt westlich von der Autoroute 20, die von Québec über Drummondville nach Montréal verläuft.

## Söhne und Töchter der Stadt
- Edgar Courchesne (* 12. September 1903; † 19. Oktober 1979), kanadischer Architekt, der in Montreal und in Rimouski tätig war.[3]
- Joseph Louis Aldée Desmarais (1891–1979), römisch-katholischer Geistlicher und Bischof von Amos, geboren in Saint-Éphrem-d’Upton